# Johannes Geis
Johannes Geis (Schweinfurt, 17 de agosto de 1993) es un futbolista alemán que juega como centrocampista en el 1. F. C. Schweinfurt 05 de la 3. Liga.

## Selección nacional
Ha sido internacional con la selección de Alemania en las categorías sub-16, sub-17, sub-18, sub-19, sub-20 y sub-21.

### Participaciones en categorías inferiores
| Competición                               | Sede            | Resultado     | Partidos | Goles |
| ----------------------------------------- | --------------- | ------------- | -------- | ----- |
| Campeonato Europeo de la UEFA Sub-19 2012 | Estonia         | Ronda Élite   | 3        | 0     |
| Eurocopa Sub-21 de 2015                   | República Checa | Tercer puesto | 7        | 0     |

## Estadísticas

### Clubes
Actualizado al 3 de agosto de 2025.
| Club                               | Div.          | Temporada     | Liga  | Liga  | Copas nacionales | Copas nacionales | Torneos internacionales | Torneos internacionales | Total | Total |
| Club                               | Div.          | Temporada     | Part. | Goles | Part.            | Goles            | Part.                   | Goles                   | Part. | Goles |
| ---------------------------------- | ------------- | ------------- | ----- | ----- | ---------------- | ---------------- | ----------------------- | ----------------------- | ----- | ----- |
| SpVgg Greuther Fürth · Alemania    | 2.ª           | 2010-11       | 6     | 0     | 0                | 0                | ―                       | ―                       | 6     | 0     |
| SpVgg Greuther Fürth · Alemania    | 2.ª           | 2011-12       | 3     | 0     | 0                | 0                | ―                       | ―                       | 3     | 0     |
| SpVgg Greuther Fürth · Alemania    | 1.ª           | 2012-13       | 8     | 1     | 0                | 0                | ―                       | ―                       | 8     | 1     |
| SpVgg Greuther Fürth · Alemania    | Total club    | Total club    | 17    | 1     | 0                | 0                | 0                       | 0                       | 17    | 1     |
| 1. FSV Maguncia 05 · Alemania      | 1.ª           | 2013-14       | 33    | 1     | 1                | 0                | ―                       | ―                       | 34    | 1     |
| 1. FSV Maguncia 05 · Alemania      | 1.ª           | 2014-15       | 34    | 4     | 1                | 1                | 2                       | 0                       | 37    | 5     |
| 1. FSV Maguncia 05 · Alemania      | Total club    | Total club    | 67    | 5     | 2                | 1                | 2                       | 0                       | 71    | 6     |
| F. C. Schalke 04 · Alemania        | 1.ª           | 2015-16       | 28    | 2     | 1                | 1                | 8                       | 1                       | 37    | 4     |
| F. C. Schalke 04 · Alemania        | 1.ª           | 2016-17       | 18    | 0     | 1                | 1                | 5                       | 0                       | 24    | 1     |
| F. C. Schalke 04 · Alemania        | Total club    | Total club    | 46    | 2     | 2                | 2                | 13                      | 1                       | 61    | 5     |
| Sevilla F. C. · España             | 1.ª           | 2017-18       | 14    | 0     | 4                | 0                | 2                       | 0                       | 20    | 0     |
| Sevilla F. C. · España             | Total club    | Total club    | 14    | 0     | 4                | 0                | 2                       | 0                       | 20    | 0     |
| 1. F. C. Colonia · Alemania        | 2.ª           | 2018-19       | 14    | 0     | ―                | ―                | ―                       | ―                       | 14    | 0     |
| 1. F. C. Colonia · Alemania        | Total club    | Total club    | 14    | 0     | 0                | 0                | 0                       | 0                       | 14    | 0     |
| 1. F. C. Núremberg · Alemania      | 2.ª           | 2019-20       | 29    | 5     | 2                | 0                | ―                       | ―                       | 31    | 5     |
| 1. F. C. Núremberg · Alemania      | 2.ª           | 2020-21       | 34    | 3     | 1                | 0                | ―                       | ―                       | 35    | 3     |
| 1. F. C. Núremberg · Alemania      | 2.ª           | 2021-22       | 27    | 3     | 2                | 0                | ―                       | ―                       | 29    | 3     |
| 1. F. C. Núremberg · Alemania      | 2.ª           | 2022-23       | 30    | 0     | 4                | 1                | ―                       | ―                       | 34    | 1     |
| 1. F. C. Núremberg · Alemania      | 2.ª           | 2023-24       | 12    | 0     | 1                | 0                | ―                       | ―                       | 13    | 0     |
| 1. F. C. Núremberg · Alemania      | Total club    | Total club    | 132   | 11    | 10               | 1                | 0                       | 0                       | 142   | 12    |
| SpVgg Unterhaching · Alemania      | 3.ª           | 2024-25       | 24    | 1     | ―                | ―                | ―                       | ―                       | 24    | 1     |
| SpVgg Unterhaching · Alemania      | Total club    | Total club    | 24    | 1     | 0                | 0                | 0                       | 0                       | 24    | 1     |
| 1. F. C. Schweinfurt 05 · Alemania | 3.ª           | 2025-26       | 1     | 0     | 0                | 0                | ―                       | ―                       | 1     | 0     |
| 1. F. C. Schweinfurt 05 · Alemania | Total club    | Total club    | 1     | 0     | 0                | 0                | 0                       | 0                       | 1     | 0     |
| Total carrera                      | Total carrera | Total carrera | 315   | 20    | 18               | 4                | 17                      | 1                       | 350   | 25    |